# Катопума
Катопума (Catopuma) — рід хижаків з родини котових. До роду належать два види: катопума Темінка (Catopuma temmincki) і катопума калімантанська (Catopuma badia). Етимологія: лат. catus — «кіт», puma — «пума».

## Зовнішність
Колір хутра у катопум варіює від червоно-коричневого і жовтого до відтінків сірого. На відміну від інших видів котових на їхньому хутрі майже немає візерунків. Довжина тіла азійської золотистого кота становить до 105 см, а вага — 16 кг. Тим самим він значно більший за звичайного домашнього кота. Кіт Калімантану значно дрібніший за свого найближчого родича і важить максимально лише 5 кг.

## Поведінка
Про поведінку цих тварин відомо не дуже багато. Вони є нічними мисливцями і, незважаючи на уміння лазити на дерева, надають перевагу полюванню на землі. Переважно їхня здобич — невеликі ссавці й інші хребетні.

## Поширення
- Catopuma badia — ендемік о. Борнео. Мешкає в густих первинних лісах і площах скелястих вапняків[2].
- Catopuma temmincki — поширений на півдні Китаю, північному сході Індії, Південно-Східній Азії. Мешкає в тропічних / субтропічних вічнозелених лісах, змішаних та сухих листяних лісів та тропічних дощових лісах[3].

## Таксономія й еволюція
Раніше вважалося, що золота кішка, що живе в Африці, є близькою родичкою катопум і їх разом виділяли в окремий рід золотих кішок. Проте ця схожість, швидше за все, ґрунтується на конвергентній еволюції. Точне кладистичне відношення катопум до інших котячих поки не з'ясоване. Вважається, що 5,41 млн років тому родовідна лінія катопум відділилися від мармурової кішки
Філогенетичне древо родів Pardofelis і Catopuma

|  | Pardofelis marmorata                                                  |
|  |                                                                       |
|  | \| \| Catopuma temmincki \| \| \| \| \| \| Catopuma badia \| \| \| \| |
|  |                                                                       |
|  | Catopuma temmincki                                                    |
|  |                                                                       |
|  | Catopuma badia                                                        |
|  |                                                                       |

|  | Catopuma temmincki |
|  |                    |
|  | Catopuma badia     |
|  |                    |

## Видовий склад
|  | Catopuma badia     | Вид Катопума калімантанська |  |
|  | Catopuma temmincki | Вид Катопума Темінка        |  |